# Szkarłatny kwiat (powieść)
Szkarłatny kwiat (ang. The Scarlet Pimpernel – dosł. Szkarłatny Kurzyślad) – sztuka i powieść przygodowa autorstwa Baronowej Orczy wydana w 1905.
Akcja powieści osadzona jest w preludium rewolucji francuskiej. Tytułowy bohater, Sir Percy Blakeney, ukrywający się pod maską dandysa i pod tytułowym przydomkiem „Szkarłatny Kurzyślad”, wypowiada wojnę narastającemu terrorowi, ratując niewinnie skazywanych na śmierć arystokratów.
Julia Neilson i Fred Terry dokonali adaptacji sztuki, by ją wystawić 19 września 1903 w Theatre Royal w Nottingham, jednak sztuka nie odniosła szczególnego sukcesu. Fred Terry, dostrzegając potencjał w opowieści, zredagował jej ostatni akt i wystawił ją ponownie 5 stycznia 1905 w New Theatre w Londynie, gdzie została przyjęta z entuzjazmem, a wydana w tym samym roku powieść zaczęła dobrze się sprzedawać. Na kanwie jej sukcesu Orczy stworzyła szereg dalszych opowiadań związanych z działalnością zamaskowanego bohatera lub członków jego grupy.
Powieść znalazła wiele adaptacji nie tylko w teatrze, ale i w filmach pełnometrażowych, jak adaptacja z 1934 z Lesliem Howardem, czy z 1982 z Jane Seymour, licznych serialach oraz nawet w broadwayowskim musicalu z 1997.